# Карикфъргъс
Карикфъ̀ргъс (на английски: Carrickfergus; на ирландски: Carraig Fhearghais) е град в източната част на Северна Ирландия. Разположен е по западния бряг на езерото Белфаст Лох в район Карикфъргъс на графство Антрим. Главен административен център на район Карикфъргъс. Намира се на около 14 km северно от централната част на столицата Белфаст. Първите сведения за града датират от 12 век, когато тук е построен замъка Карикфъргъс. Има жп гара от 1 октомври 1862 г. Населението му е 27 201 жители според данни от преброяването през 2001 г.

## Спорт
Представителният футболен отбор на града се казва ФК Карик Рейнджърс. Дългогодишен участник е в Североирландската чампиъншип лига.

## Побратимени градове
- Портсмът, Ню Хампшър, САЩ